# Želnava
Želnava är en ort i Tjeckien.   Den ligger i regionen Södra Böhmen, i den sydvästra delen av landet, 150 km söder om huvudstaden Prag. Želnava ligger 775 meter över havet och antalet invånare är 134.
Terrängen runt Želnava är huvudsakligen kuperad, men åt sydost är den platt. Runt Želnava är det ganska glesbefolkat, med 22 invånare per kvadratkilometer. Närmaste större samhälle är Volary, 12,2 km nordväst om Želnava. Omgivningarna runt Želnava är en mosaik av jordbruksmark och naturlig växtlighet.